# Ladonia (Texas)
Ladonia é uma cidade  localizada no estado norte-americano do Texas, no Condado de Fannin.

## Demografia
Segundo o censo norte-americano de 2000, a sua população era de 667 habitantes.
Em 2006, foi estimada uma população de 701, um aumento de 34 (5.1%).

## Geografia
De acordo com o United States Census Bureau tem uma área de
4,8 km², dos quais 4,8 km² cobertos por terra e 0,0 km² cobertos por água. Ladonia localiza-se a aproximadamente 191 m acima do nível do mar.

## Localidades na vizinhança
O diagrama seguinte representa as localidades num raio de 20 km ao redor de Ladonia.